# Nick Baker
Nicholas „Nick“ Rowan Baker (* 22. April 1972 in Surrey) ist ein englischer Naturalist und Fernsehmoderator.

## Leben
Baker bekam sein Hochschulabschluss 1993 an der University of Exeter in biological sciences (Biologie). Er war Mitglied des Jugendbildungskomitee der Royal Entomological Society of London.
Seit 1996 ist Baker Moderator bei The Really Wild Show von BBC (Die wirklich wilde Show). Weitere von ihm moderierte BBC-Sendungen sind Nick Baker’s Under the Skin, Tomorrow's World (Welt von Morgen), Twister, Watch Out with Simon King (Aufgepasst mit Simon King), Nick Baker’s Weird Creatures (Nick Bakers seltsame Wesen) und Springwatch Unsprung.
Er publiziert für Wildlife Watch, das BBC Wildlife Magazine, die Bird and Birdlife magazines von  der Royal Society for the Protection of Birds (RSPB), Young Telegraph, Bug Club magazine, Wild About Animals und das FBX magazine. Er erscheint im The Natural History Programme von BBC Radio 4 und war der Sprecher für Quark bei der Serie Zack und Quack.
Baker ist Vizepräsident der RSPB, ehemaliger Präsident und amtierender Vizepräsident der Naturschutzorganisation Buglive und Mitglied von BirdLife International. Des Weiteren arbeitete er bei Channel 5, Discovery Channel  und National Geographic.
Er hält Vorträge an Schulen, bei denen er seine Tiere mitnimmt. Sein Wohnsitz ist in Dartmoor National Park, wo er von Tieren umgeben ist. 2009 heiratete er seine langjährige Freundin Ceri in Tavistock. Sie trafen sich zum ersten Mal, nachdem Ceri ein Auftritt von Nick mit seiner Band besucht hatte. Sie haben eine Tochter, Elvie. Seine Hobbys sind Radsport und Musizieren in Jazz- und Bluesbands.

## Bibliografie
- Nick Baker: The New Amateur Naturalist. 1. November 2004 (englisch).
- Nick Baker, Barbara Brownell-Grogan: Amateur Naturalist. Hrsg.: National Geographic. 2005 (englisch).
- Nick Baker: The First-time Naturalist. 3. Oktober 2005 (englisch).
- Nick Baker: Rivers, Ponds and Lakes: Fun ideas for things to do outside. 3. April 2006 (englisch).
- Nick Baker: Nick Baker's Bug Book: Discover the World of Mini-Beasts! 1. Oktober 2006 (englisch).
- Nick Baker: Forests and Woods. 1. Mai 2007 (englisch).
- Nick Baker: Backyards and Parks. 1. Mai 2007 (englisch).
- Nick Baker, Kelvin Lim: Wild Animals of Singapore: A Photographic Guide to Mammals, Reptiles, Amphibians and Freshwater Fishes. Hrsg.: Draco Publishing. 2008 (englisch).
- Nick Baker: The Complete Naturalist. 21. Mai 2015 (englisch).
- Nick Baker: Wild leben!: unser Weg zurück zur Natur. wbg Theiss, Darmstadt 2018 (englisch: ReWild. Übersetzt von Susanne Schmidt-Wussow).
- Nick Baker: Fährten lesen und Spuren suchen: Das Handbuch. 2. Auflage. Haupt Verlag, Bern 2020 (englisch: The Nature Tracker's Handbook.).